# Đồng Doãn Khuê
{{Tiểu sử 
|tên= Đồng Doãn Khuê
|hình= đồng doãn khuê.jpg
|chú thích hình= Đền thờ Đồng Doãn Khuê-Hùng sơn Đại Từ xã Đại Phúc
|quốc tịch= Đại Việt
|Tên gọi khác= Đồng Doãn Giai
|phục vụ=Nhà Lê Trug hưng  
 Nhà nước Đại Việt
|ngày sinh= Bản mẫu:1701?
|nơi sinh= Bàn cờ, Đại Từ, Thái Nguyên, nay là xã Đại Phúc,Thái Nguyên
|ngày mất= ?
|nơi mất= Lạng Sơn , Đại Việt
|thuộc= chức Đốc Đồng Lạng sơn
|
Đồng Doãn Khuê (1701-?) (có tài liệu ghi là Đồng Doãn Giai), người xã Hùng Sơn (nay là thị trấn Hùng Sơn, huyện Đại Từ, tỉnh Thái Nguyên, Việt Nam) đỗ Hoàng giáp năm Bính Thìn (1736) đời vua Lê Ý Tông, sau được bổ nhiệm chức Đốc đồng trấn Lạng Sơn. Không rõ ông mất năm nào. Đền thờ ông nằm trong khuôn viên Khu di tích lịch sử quốc gia 27-7 tại xóm Bàn Cờ, thị trấn Hùng Sơn. Tên ông cũng được đặt cho một trường tiểu học ở thị trấn.